# Le Ballon rouge
Pour plus de détails, voir Fiche technique et Distribution.
Ne doit pas être confondu avec Le Ballon d'or.
Le Ballon Rouge est un court-métrage de comédie dramatique et de réalisme magique français réalisé, écrit et produit par Albert Lamorisse, sorti en 1956.
Ce film de trente-quatre minutes suit les aventures d'un jeune garçon qui trouve un jour un ballon rouge sensible bien que muet, qui semble avoir une vie propre. Il a été tourné dans le quartier Ménilmontant, à Paris.
Lamorisse a utilisé ses enfants comme acteurs dans le film. Son fils Pascal joue lui-même le rôle principal et sa fille Sabine incarne une jeune fille.
Le film a remporté de nombreux prix, dont un Oscar pour Lamorisse pour l'écriture du meilleur scénario original en 1956 et la Palme d'or du court métrage au Festival de Cannes 1956. Il est également devenu populaire auprès des enfants et des éducateurs. C'est le seul court-métrage à avoir remporté l'Oscar du meilleur scénario original.
Aujourd’hui, le film reste considéré comme l’un des meilleurs courts-métrages de tous les temps.

## Synopsis
Ménilmontant, 1956. Le petit Pascal (Pascal Lamorisse) découvre un matin, en allant à l'école, un gros ballon rouge rempli d'hélium. En jouant avec, il se rend compte qu'il a un esprit et une volonté qui lui sont propres. Il commence à le suivre partout où il va, sans jamais s'éloigner de lui, et flottant parfois devant la fenêtre de son appartement, car sa mère ne le laisse pas entrer.
Le ballon suit Pascal dans les rues de Belleville et Ménilmontant, ils attirent beaucoup d'attention et d'envie des autres enfants du quartier. Le ballon va même jusqu'à entrer dans sa classe, provoquant un tollé parmi ses camarades. Cela alerte le directeur qui enferme Pascal dans son bureau. Plus tard, après avoir été libérés, Pascal et le ballon rencontrent une jeune fille (Sabine Lamorisse) avec un ballon bleu qui semble également avoir un esprit et une volonté qui lui sont propres, tout comme le sien.
Un dimanche, le ballon est invité à rester à la maison pendant que Pascal et sa mère vont à l'église. Cependant, il les suit à travers la fenêtre ouverte puis dans l'église, et ils sont emmenés dehors par un bedeau grondant.
Alors que Pascal et le ballon se promènent dans le quartier, une bande de garçons plus âgés, envieux du ballon, le vole alors qu'il se trouve dans une boulangerie. Cependant, il parvient à le récupérer. Après une poursuite dans les ruelles étroites typiques du Ménilmontant d'alors, les garçons finissent par les rattraper. Ils retiennent Pascal tandis qu'ils font tomber le ballon à coups de fronde et de pierres, avant que l'un d'eux ne le détruise en le piétinant.
Le film se termine alors que tous les autres ballons de Paris viennent en aide à Pascal et l'emmènent dans un tour en ballon à grappes au-dessus de la ville.

## Fiche technique
- Titre : Le Ballon rouge
- Réalisation : Albert Lamorisse, assisté de Edmond Agabra et André Fontaine
- Scénario : Albert Lamorisse
- Musique: Maurice Le Roux
- Photographie : Edmond Séchan
- Son : Pierre Vuillemin
- Montage : Pierre Gillette
- Société de production et de distribution: Films Montsouris
- Pays de production :  France
- Langue originale : français
- Format : couleurs (Technicolor) - 35mm (positif et négatif) - 1,37:1 - son mono
- Genre : drame - fantaisie
- Durée : 32 min
- Dates de sortie :
  - France : 19 octobre 1956 ; 10 octobre 2007 (ressortie)

## Distribution
- Pascal Lamorisse : Pascal, un petit garçon qui libère un ballon attaché à un réverbère et se retrouve suivi par lui dans tous ses déplacements
- Georges Sellier : le directeur de l'école
- Vladimir Popov : le gardien de l'école
- Paul Perey : le père de Pascal
- Renée Marion : la mère de Pascal
- Sabine Lamorisse (la sœur de Pascal Lamorisse) : la petite fille au ballon bleu
- Michel Pezin
- et les enfants du quartier de Ménilmontant, ainsi que les élèves de l'école primaire de garçons (aujourd'hui démolie) 27, rue du Pré-Saint-Gervais Paris 19e (angle de la rue des Lilas).

## Le témoignage d'une époque
Le film est un témoignage rare, tout en couleurs, des quartiers parisiens de Belleville et Ménilmontant, tels qu'ils étaient avant les grandes démolitions des années 1960. Anciens villages entourant la capitale, quartiers ouvriers à l'habitat populaire, ils avaient vécu à l'écart des transformations du baron Haussmann, conservant leur allure et leur atmosphère uniques de villages dans Paris. Dans les années 1960, leur état délabré préoccupe néanmoins, et ce depuis plusieurs décennies, les pouvoirs publics. Plutôt que de rénover le bâti existant, ceux-ci lancèrent de vastes opérations de démolition et de reconstruction de tours et de barres d'immeubles, bouleversant la vie de ces quartiers. Ainsi, de nombreuses scènes du film ont été tournées dans des lieux aujourd'hui disparus : une des deux boulangeries, l'école, le célèbre escalier de la rue Vilin près du café Au repos de la Montagne, les marches raides du passage Julien Lacroix, où Pascal trouve le ballon, ou encore le terrain vague où se déroulent les batailles. À la place de ce dernier, se trouve aujourd'hui le parc de Belleville. L'appartement où Pascal vit avec sa mère, situé au 15, rue du Transvaal, l'église Notre-Dame-de-la-Croix de Ménilmontant, et l'arrêt de bus Pyrénées-Ménilmontant, situé à l'intersection de la rue des Pyrénées et de la rue de Ménilmontant, existent cependant toujours.

## Commentaires
Renaud et David Séchan (frères « faux jumeaux») y ont fait de la figuration (les jumeaux habillés en rouge). Leur oncle, Edmond Séchan, était le chef opérateur du film.

## Distinctions
- 1956 : prix Louis-Delluc[1]
- 1956 : Palme d'Or du court métrage au Festival de Cannes[2]
- 1956 : prix spécial au BAFTA (British Academy of Film and Television Arts)[3]
- 1957 : Oscar du meilleur scénario original[4]
- 1968 : meilleur film de la décennie (Best Film of the Decade) aux Educational Film Award[5]
- 10 autres prix internationaux[5]
- Ce film fait partie de la Liste du BFI des 50 films à voir avant d'avoir 14 ans établie en 2005 par le British Film Institute.

## Autour du film
Le film a connu une sorte de suite avec le long métrage Le Voyage en ballon du même réalisateur en 1960. Cette fois-ci, Pascal part avec son grand-père faire un tour de France dans un ballon dirigeable.
Ce film a aussi connu une suite humoristique de 8 minutes tournée en 2000 appelée Revenge of the Red Balloon (La Vengeance du ballon rouge).
Le clip de la chanson La Rose blanche de Mickey 3D, publiée en 2016 sur l'album Sebolavy est constitué d'extraits du film.
Un court extrait du film apparait à la fin du film Vanilla Sky de Cameron Crowe sorti en 2001.
La Petite Fille au ballon est une série d'œuvres d'art urbain par Banksy.
Un court-métrage (710 m) de Georges Champavert sorti en septembre 1918 porte le même titre. Ce film muet, dont on ne connaît pas le synopsis, est aujourd'hui considéré comme perdu.
Le Voyage du ballon rouge de Hou Hsiao-hsien sorti en 2008 s'inspire du film d'Albert Lamorisse.